# Herpestomus wesmaeli
Herpestomus wesmaeli là một loài tò vò trong họ Ichneumonidae.